# Marcel Heinig
Marcel Nico Andreas Heinig (ur. 16 listopada 1981 w Chociebużu) – niemiecki sportowiec ekstremalny. W roku 2008 zdobył mistrzostwo świata w najdłuższym triathlonie świata (10x Ironman: 38 km pływania, 1800 km jazdy rowerem i 422 km biegu). W 2009 ustanowił nowy rekord świata w 10-dniowym triathlonie o dystansie równym 50 triathlonom olimpijskim (50x Triathlon olimpijski: 10 x 7,5 km pływania, 10 x 200 km jazdy rowerem i 10 x 50 km biegu).
Jako nastolatek unikał w szkole WF-u, załatwiał zwolnienia lekarskie i robił wszystko, by wymigać się od wszelkich aktywności sportowych. Do matury podchodził jako niewysportowany uczeń Szkoły im. Leonardo Da Vinci w Cottbus z 40 kg nadwagi. W roku 2001 sytuacja się jednak zmieniła. W wojsku Marcel nie miał już możliwości, aby uciec przed sportem. Podczas przechodzenia testu sprawności fizycznej, uczestniczenia w marszach treningowych czy biegach na orientację musiał w końcu zmierzyć się z problemem swojej nadwagi. To, co z początku było jego męką, z czasem stało się życiową szansą. Siedem lat później z antysportowego dotąd Marcela wyłania się pierwszy niemiecki mistrz świata w 10-krotnym dystansie Ironman - najdłuższym triathlonie świata.

## Osiągnięcia i tytuły
- Najmłodszy na świecie członek „100 Marathon Club” (Klubu 100 Maratonów), rok 2005[1]
- Rekord świata w swojej grupie wiekowej oraz rekord grupowy w 10-dniowym triathlonie, rok 2006[2]
- Zwycięzca w klasyfikacji ogólnej Mistrzostw Świata International Ultra Triathlon Association, rok 2008[3]
- Tytuł Mistrza Świata w 10-krotnym triathlonie na długim dystansie, rok 2008[4]
- Światowy rekordzista w 10-dniowym triathlonie, rok 2009[5]